# Alexander Francis Dunlop
Alexander Francis Dunlop, né à Montréal le 4 août 1842 et mort à Montréal le 30 avril 1923, est un architecte québécois.

## Biographie
Alexander Francis Dunlop fait son apprentissage à Montréal dans les années 1860 auprès des architectes George et John James Browne. Après un court séjour à Détroit (1871-1874), il ouvre sa propre agence en 1874 à Montréal. L'agence fonctionne jusqu'à sa mort en 1923. Il assume la présidence de l'Association des Architectes de la Province de Québec (AAPQ) en 1890 et, en 1907, devient le premier président de l'Institut royal d'architecture du Canada (IRAC).
La carrière de Dunlop prend véritablement son envol lorsqu'il réalise l'église unie Saint-James sur la rue Sainte-Catherine entre 1887 et 1889. Par la suite, il conçoit entre autres des immeubles commerciaux prestigieux et de nombreuses résidences dans le mille carré doré. Quelques-uns des architectes les plus prometteurs de Montréal apprennent leur métier avec Alexander Francis Dunlop, notamment Edward Maxwell, Robert Findlay, David R. Brown et Georges-Alphonse Monette.